# Cupa României 1998-1999
Ediția 1998-1999 a fost a 61-a ediție a Cupei României la fotbal. A fost câștigată de Steaua București, care a învins-o în finală pe Rapid București.

## Desfășurare
În șaisprezecimi au participat 32 de echipe, din care făceau parte și cele din Divizia A. Dacă după 90 de minute scorul era egal se jucau două reprize de prelungiri a câte 15 minute. Dacă după prelungiri scorul era tot egal, soarta calificării se decidea la loviturile de departajare.

## Șaisprezecimi
| Data              | Echipă gazdă          |   | Echipă oaspete    | Rezultat   |
| ----------------- | --------------------- | - | ----------------- | ---------- |
| 21 octombrie 1998 | Crișul Aleșd          | – | Oțelul Galați     | 0:5        |
|                   | Unirea Botoșani       | – | Gloria Bistrița   | 1:2        |
|                   | Rocar                 | – | CSM Reșița        | 2:3 (pen.) |
|                   | Sportul Studențesc    | – | Olimpia Satu Mare | 2:0        |
|                   | Universitatea Cluj    | – | Foresta Fălticeni | 3:2        |
|                   | Farul                 | – | Petrolul Ploiești | 1:4        |
|                   | Unirea Dej            | – | FCU Craiova       | 2:3        |
|                   | Drobeta-Turnu Severin | – | FCM Bacău         | 1:2        |
|                   | AS Nitramonia Făgăraș | – | Onești            | 0:3        |
|                   | Cimentul Fieni        | – | Argeș Pitești     | 1:0        |
|                   | Focșani               | – | Rapid București   | 1:4        |
|                   | Horezu⁠(d)             | – | Ceahlăul          | 0:1        |
|                   | Năvodari              | – | Steaua București  | 0:3        |
|                   | UMT Timișoara         | – | Astra Ploiești    | 2:0        |
|                   | ASA Tîrgu Mureș       | – | Dinamo București  | 0:1 1      |
|                   | Minaur Zlatna         | – | FC Național       | 0:3        |

1 Meciul a fost întrerupt în minutul '73 la scorul de 1-0 pentru Dinamo.

## Optimi
| Dată              | Oraș       | Gazdă             |   | Oaspete            | Rezultat |
| ----------------- | ---------- | ----------------- | - | ------------------ | -------- |
| 18 noiembrie 1998 | Alba Iulia | Gloria Bistrița   | – | CSM Reșița         | 2:0      |
|                   | Brașov     | Steaua București  | – | Universitatea Cluj | 3:0      |
|                   | Buzău      | Oțelul Galați     | – | Sportul Studențesc | 1:0      |
|                   | Câmpina    | Rapid București   | – | Cimentul Fieni     | 3:0      |
|                   | Focșani    | Dinamo București  | – | Ceahlăul           | 3:0      |
|                   | Pitești    | Petrolul Ploiești | – | FCU Craiova        | 3:2      |
|                   | Roman      | FCM Bacău         | – | Onești             | 4:3      |
|                   | Sibiu      | UMT Timișoara     | – | FC Național        | 2:0      |

## Sferturi
Turul s-a jucat pe 2 decembrie 1998, iar returul pe 9 decembrie 1998.
| Gazdă            | Scor | Oaspete           | Tur | Retur |
| ---------------- | ---- | ----------------- | --- | ----- |
| FCM Bacău        | 2:1  | Oțelul Galați     | 2:0 | 0:1   |
| Gloria Bistrița  | 2:3  | Rapid București   | 1:1 | 1:2   |
| Steaua București | 6:2  | Petrolul Ploiești | 5:1 | 1:1   |
| UMT Timișoara    | 0:3  | Dinamo București  | 0:1 | 0:2   |

## Semifinale
Turul s-a jucat pe 14 aprilie 1999, iar returul pe 5 mai 1999.
| Gazdă            | Scor    | Oaspete          | Tur | Retur |
| ---------------- | ------- | ---------------- | --- | ----- |
| Rapid București  | 2:2 (d) | FCM Bacău        | 1:0 | 1:2   |
| Dinamo București | 2:5     | Steaua București | 1:2 | 1:3   |

## Finala
| 16 iunie 1999 | Steaua București                            | 2 – 2 (4-2 pen.) | Rapid București           | Stadionul Național, București Spectatori: 50.000 Arbitru: Marc Batta (Franța) |
| 16 iunie 1999 | 68' Cristian Ciocoiu 93' Miodrag Belodedici |                  | Constantin Barbu 71' (81) | Stadionul Național, București Spectatori: 50.000 Arbitru: Marc Batta (Franța) |

| STEAUA BUCUREȘTI: |                    |      |
|                   |                    |      |
| P                 | Zoltan Ritli       |      |
| F                 | Marius Baciu       |      |
| F                 | Albert Duro        | 84'  |
| F                 | Adrian Matei       |      |
| F                 | Miodrag Belodedici |      |
| M                 | Mihăiță Szekely    |      |
| M                 | Erik Lincar        |      |
| M                 | Laurențiu Roșu     |      |
| M                 | Cristian Ciocoiu   | 100' |
| A                 | Marius Lăcătuș     | (c)  |
| A                 | Ionel Dănciulescu  | 51'  |
| Înlocuiri:        |                    |      |
| A                 | Ionuț Luțu         | 51'  |
| A                 | Eugen Trică        | 84'  |
| M                 | Damian Militaru    | 100' |
| Antrenor:         |                    |      |
| Emeric Jenei      |                    |      |

| RAPID BUCUREȘTI: |                    |     |
|                  |                    |     |
| P                | Bogdan Lobonț      |     |
| F                | Mugur Bolohan      |     |
| F                | Nicolae Stanciu    | (c) |
| F                | Mircea Rednic      |     |
| F                | Adrian Iencsi      |     |
| F                | Ștefan Nanu        |     |
| M                | Marius Măldărășanu |     |
| M                | Ioan Ovidiu Sabău  |     |
| M                | Dănuț Lupu         | 72' |
| A                | Constantin Barbu   | 88' |
| A                | Ionel Ganea        | 80' |
| Înlocuiri:       |                    |     |
| A                | Daniel Pancu       | 72' |
| A                | Marius Șumudică    | 80' |
| A                | Zeno Bundea        | 88' |
| Antrenor:        |                    |     |
| Mircea Lucescu   |                    |     |